# Giraltovce
Giraltovce este un oraș din Slovacia. Localitatea se află la altitudinea de 195 m deasupra n.m., se întinde pe o suprafață de 11,037 km2 și în 2017 număra 4153 de locuitori.

## Istoric
Localitatea Giraltovce este atestată documentar din 1383.

## Demografie
| An:                | 1994 | 2004   | 2014   | 2024   |
| ------------------ | ---- | ------ | ------ | ------ |
| Număr de persoane: | 4220 | 4186   | 4148   | 3958   |
| Diferență:         |      | −0,80% | −0,90% | −4,58% |

| An:                | 2023 | 2024   |
| ------------------ | ---- | ------ |
| Număr de persoane: | 3997 | 3958   |
| Diferență:         |      | −0,97% |